# Агнесса Чешская
Святая Агнесса Чешская (Агнесса Пражская, Анежка Чешская; чеш. Svatá Anežka Česká, лат. Agnes de Bohemia; 20 января 1211[…], Прага — 2 марта 1282, Прага) — католическая святая, монахиня-клариссинка, дочь короля Чехии Пржемысла Отакара I, сподвижница святой Клары Ассизской.

## Биография
Агнесса была младшей из детей короля Пржемысла Отакара I, её матерью была венгерская принцесса Констанция, сестра короля Венгрии Андраша II. Таким образом, другая знаменитая святая францисканского ордена Елизавета Венгерская, дочь Андраша, приходилась Агнессе двоюродной сестрой.
В трёхлетнем возрасте принцесса Агнесса была обручена с Болеславом, сыном князя Силезии Генриха I Бородатого[уточнить], что в тот период было обычной практикой. После этого была отправлена в цистерцианский монастырь Тшебница, где она получила основы образования. После смерти Болеслава её вновь обручили с Генрихом, сыном императора Фридриха II, впрочем из-за политических интриг эта свадьба расстроилась.
Однако затем руки принцессы попросил сам Фридрих. Вступивший на чешский престол Вацлав I, брат Агнессы, дал согласие на этот брак, однако сама принцесса решительно ему воспротивилась и заявила о намерении посвятить жизнь Богу. Вмешательство папы Григория IX помогло Агнессе избежать замужества. Император Фридрих по этому поводу сказал: «Если бы она оставила меня ради простого смертного, я бы дал ей почувствовать силу моего гнева, но я не могу быть оскорблённым, если она мне предпочла Царя Небесного».
Около 1234 года Агнесса основала в Праге на земле дарованной её братом-королём женский монастырь клариссинок (женской ветви францисканцев), в который вступила сама, и мужской францисканский монастырь. Агнесса уделяла большое внимание благотворительности, на свои средства построила в Праге больницу для бедных и даже после того, как её избрали настоятельницей монастыря, продолжала ухаживать за больными. Стараниями Агнессы пражский монастырь клариссинок стал одним из главных центров распространения францисканских идей в Восточной Европе. Агнесса переписывалась с основательницей ордена св. Кларой Ассизской, которая всячески поддерживала Агнессу в её деятельности.
В Чехии считается основательницей мужского монашеского ордена Крестоносцев с Красной Звездой

## Прославление
Беатифицирована в 1874 году папой Пием IX, канонизирована папой Иоанном Павлом II в 1989 году. Католическая церковь отмечает её память 2 марта.
Агнесса считается одной из святых покровительниц Чехии, её портрет присутствует на вышедшей из оборота чешской купюре в 50 крон.